# Zorochros anatolicus
Zorochros anatolicus là một loài bọ cánh cứng trong họ Elateridae. Loài này được Dolin & Mertlik miêu tả khoa học năm 2002.